# بوير
البُوَيْر والواحد بُوَيريّ (وتعني الفلاح) (الأفريقانية: Boere) هم أحفاد «المواطنين الأحرار» الناطقين بالبروتو-أفريكانية على حدود الكيب الشرقية في جنوب إفريقيا خلال القرنين السابع عشر والثامن عشر وأوائل القرن التاسع عشر. كانت شركة الهند الشرقية الهولندية، منذ عام 1652 حتى عام 1795، تحكم مستعمرة الكيب الهولندية، والتي قامت المملكة المتحدة بضمها إلى الإمبراطورية البريطانية عام 1806. اشتُق اسم هذه المجموعة من مصطلح «تريكبوير» (Trekboer)، ولاحقًا «بوير» (Boer)، والذي يعني «مزارع» باللغة الهولندية والأفريكانية.
بالإضافة إلى ذلك، استُخدم مصطلح «بويرن» أيضًا للإشارة إلى أولئك الذين غادروا مستعمرة كيب خلال القرن التاسع عشر لاستعمار دولة أورانج الحرة وترانسفال (المعروفتين معًا بجمهوريات البوير)، وإلى حدٍّ أقل، ناتال. وقد هاجروا من الكيب ليعيشوا خارج نطاق الإدارة الاستعمارية البريطانية، وكان دافعهم الأساسي لذلك هو النظام القانوني الجديد باللغة الإنجليزية الذي تم فرضه في الكيب، إلى جانب إلغاء العبودية من قبل البريطانيين عام 1833.
أما مصطلح «الأفريكانرز» أو «الشعب الأفريكاني» فيُستخدم عمومًا في جنوب إفريقيا المعاصرة للإشارة إلى السكان البيض الناطقين بالأفريكانية (وهم أكبر مجموعة من البيض الجنوب أفريقيين)، ويشمل هذا المصطلح أحفاد كل من البوير والهولنديين في الكيب الذين لم يشاركوا في «الهجرة الكبرى» (Great Trek).

## استخدام المصطلح

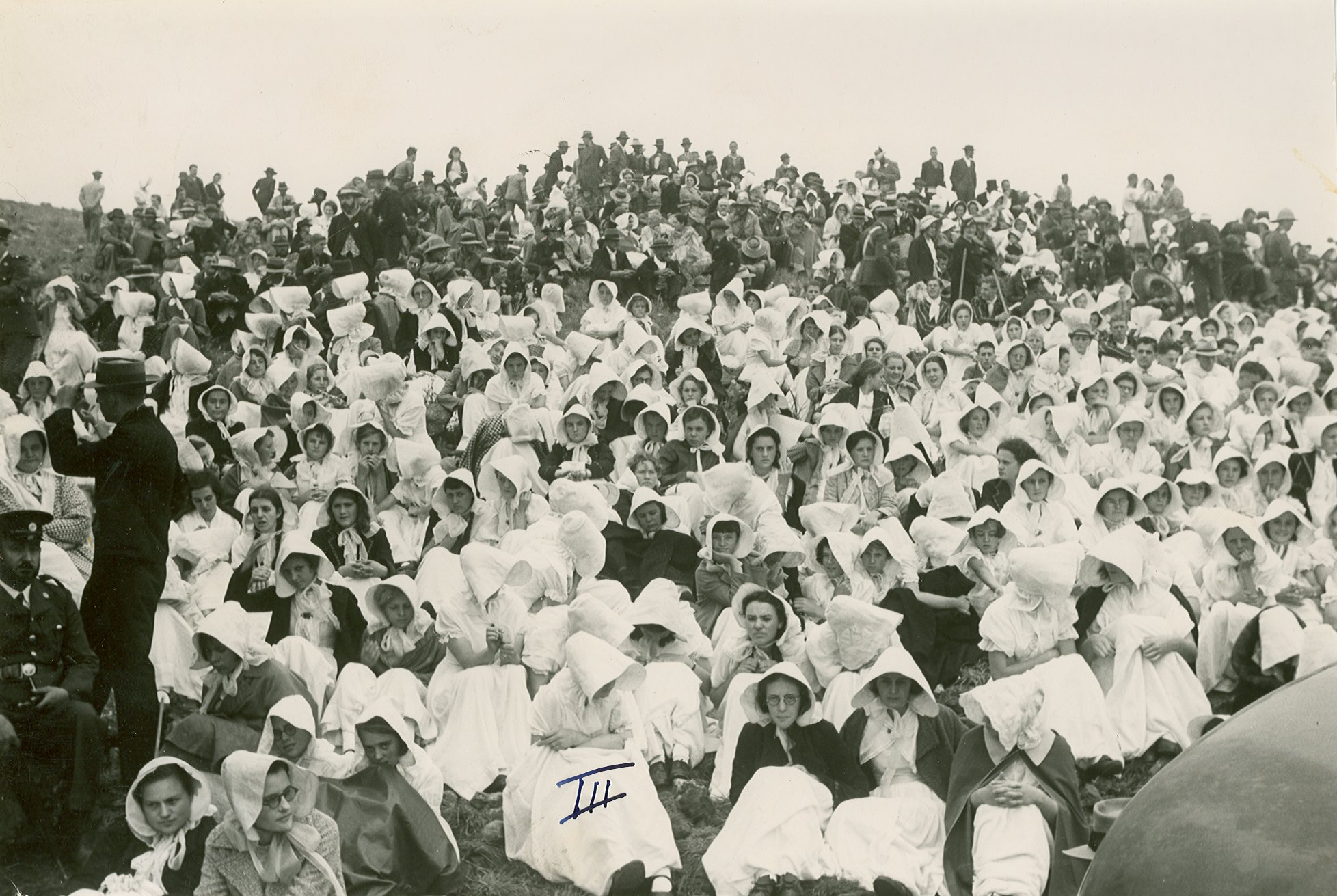
الذكرى المئوية لرحلة جريت تريك

أصل التعبير هولندي، ويعني حرفياً «الفلاح». أطلق على مستوطني جنوب إفريقيا الذين ينحدرون من أصل هولندي أو فرنسي، والذين يتكلمون اللغة الهولندية، تمييزاً لهم عن البيض الذين ينحدرون من أصل بريطاني. وتدريجياً حل محل تعبير «بوير» في نهاية القرن التاسع عشر وبداية القرن العشرين تعبير آخر هو الـ «أفريكانز». أما في القرنين السابع عشر والثامن عشر، فكان تعبير البوير يطلع على الفلاحين لتمييزهم عن البورغرز، أي سكان المدينة. ثم صار يطلق اسم البوير في القرن التاسع عشر على مربّي الماشية المتمردين على السلطة الإنجليزية، والذين أدت هجرتهم نحو الشمال إلى تأسيس جمهوريتي ترنسفال وأورانج.

## الأصل

### المستعمرون الأوروبيون
تأسست شركة الهند الشرقية الهولندية في الجمهورية الهولندية عام 1602، وفي ذلك الوقت كانت قد بدأت هولندا تنافس في التجارة الاستعمارية والإمبريالية في جنوب شرق آسيا. شهدت نهاية حرب الثلاثين عامًا في عام 1648 انتشار الجنود واللاجئين الأوروبيين على نطاق واسع في جميع أنحاء أوروبا. سافر مهاجرون من ألمانيا واسكندنافيا وسويسرا إلى هولندا على أمل العثور على عمل مع شركة الهند الشرقية الهولندية (VOC). خلال نفس العام، تقطعت السبل بأحد سفنهم في خليج تيبل بالقرب مما أصبح في النهاية كيب تاون، واضطر طاقم السفينة المنكوبة إلى البحث عن موارد للبقاء على قيد الحياة على اليابسة لعدة أشهر. أُعجبوا كثيرًا بالموارد الطبيعية للمنطقة، وعند عودتهم إلى الجمهورية الهولندية، قدموا تقريرًا إلى مديري شركة VOC حول الفوائد التجارية الكبيرة التي يمكن تحقيقها من إقامة محطة مزودة تجهيزًا جيدًا ومحصنة في الكيب. ونتيجة لذلك، أرسلت الشركة بعثة هولندية في عام 1652 بقيادة يان فان ريبيك، الذي بنى حصنًا وزرع حدائق خضروات في خليج تيبل، وسيطر على بلدة كيب التي حكمها لمدة عقد من الزمن.

### شعب البرغر الأحرار
كانت شركة VOC تشجع فكرة وجود مواطنين أحرار في كيب، وطلب العديد من عمال الشركة إنهاء عقودهم ليصبحوا «برغر أحرار» (مواطنين). نتيجةً لذلك، وافق يان فان ريبيك على الفكرة بشروط مواتية وحدد منطقتين قرب نهر ليسبيك (Liesbeek River) لأغراض الزراعة في عام 1657. وقد سُميت المنطقتان المخصصتان للبرغر الأحرار لغرض الزراعة بـ «غرينفيلد» و«الحديقة الهولندية». وكانت هذه المناطق مفصولة بنهر أمستل (الاسم القديم لنهر ليسبيك). تم اختيار تسعة من أفضل المتقدمين لاستغلال الأراضي لأغراض زراعية. وهكذا، أصبح «المواطنون الأحرار» أو البرغر الأحرار، كما أطلق عليهم لاحقًا، تابعين لشركة الهند الشرقية الهولندية ولم يعودوا موظفين لديها.
في عام 1671، اشترى الهولنديون لأول مرة أرضًا من قبيلة خويخوي المحلية خارج حدود الحصن الذي بناه فان ريبيك؛ وقد شكل هذا بداية تطور المستعمرة بشكل رسمي. وفقًا لتحقيقات أجراها مفوض عام 1685، عملت الحكومة على توظيف مجموعة أكبر من المهاجرين لتطوير مجتمع مستقر. كانوا جزءًا من فئة «فريليدن»، والمعروفة أيضًا باسم «فريبورغرز» (المواطنين الأحرار)، وهم الموظفون السابقون في شركة الهند الشرقية الهولندية الذين بقوا في كيب بعد انتهاء عقودهم. أصبح عدد كبير من «فريبورغرز» مزارعين مستقلين وتقدموا بطلبات للحصول على منح من الأراضي، بالإضافة إلى قروض من البذور والأدوات، من إدارة شركة الهند الشرقية الهولندية.

### المهاجرون الأحرار الهولنديون
كانت سلطات شركة الهند الشرقية الهولندية تحاول إغراء البستانيين والمزارعين الصغار للهجرة من أوروبا إلى جنوب إفريقيا، ولكنها نجاحها كان محدودًا. لم يتمكنوا إلا من جذب عدد قليل من العائلات من خلال حكايات الثروة، لكن كيب لم يكن لها جاذبية في حال وضعت موضع مقارنة. في أكتوبر 1670، أعلنت غرفة أمستردام أن عددًا قليلًا من العائلات كانت على استعداد للرحيل إلى كيب وموريشيوس خلال شهر ديسمبر التالي. من بين الأسماء الجديدة للبرغر في هذا الوقت: جيكوب وديرك فان نيكيرك، يوهانس فان أس، فرانسوا فيليون، جيكوب بروير، جان فان إيدن، هيرمانوس بوتخيتر، ألبيرتوس غيلدنهاوس، وجيكوبوس فان دن بيرغ.

## معرض صور

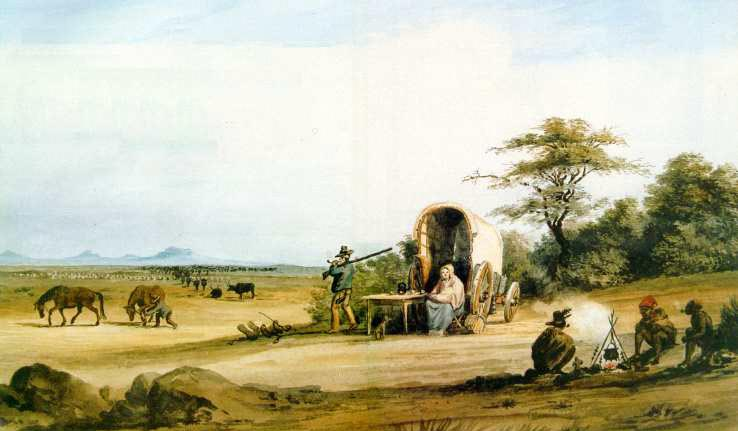
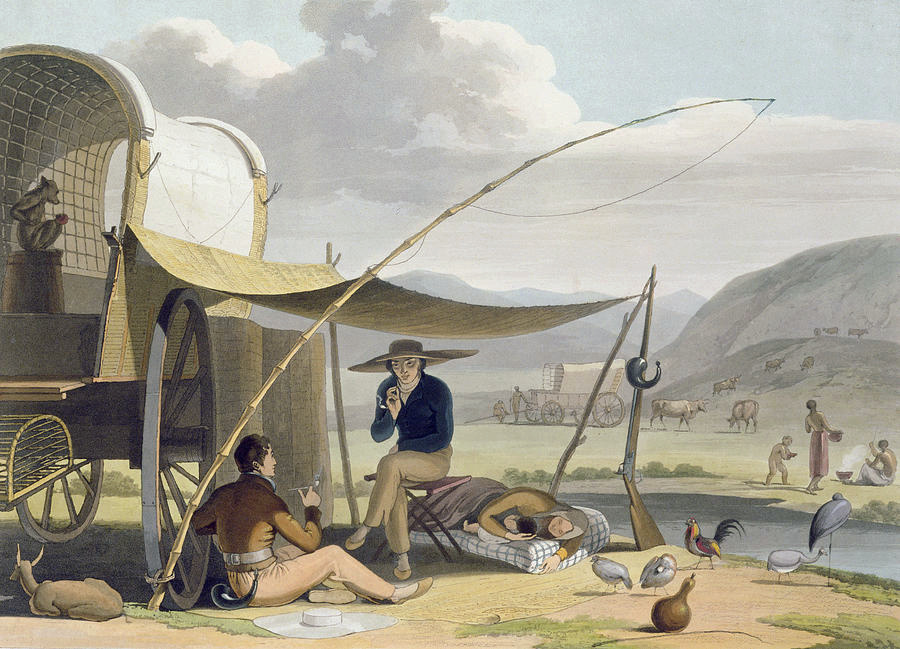
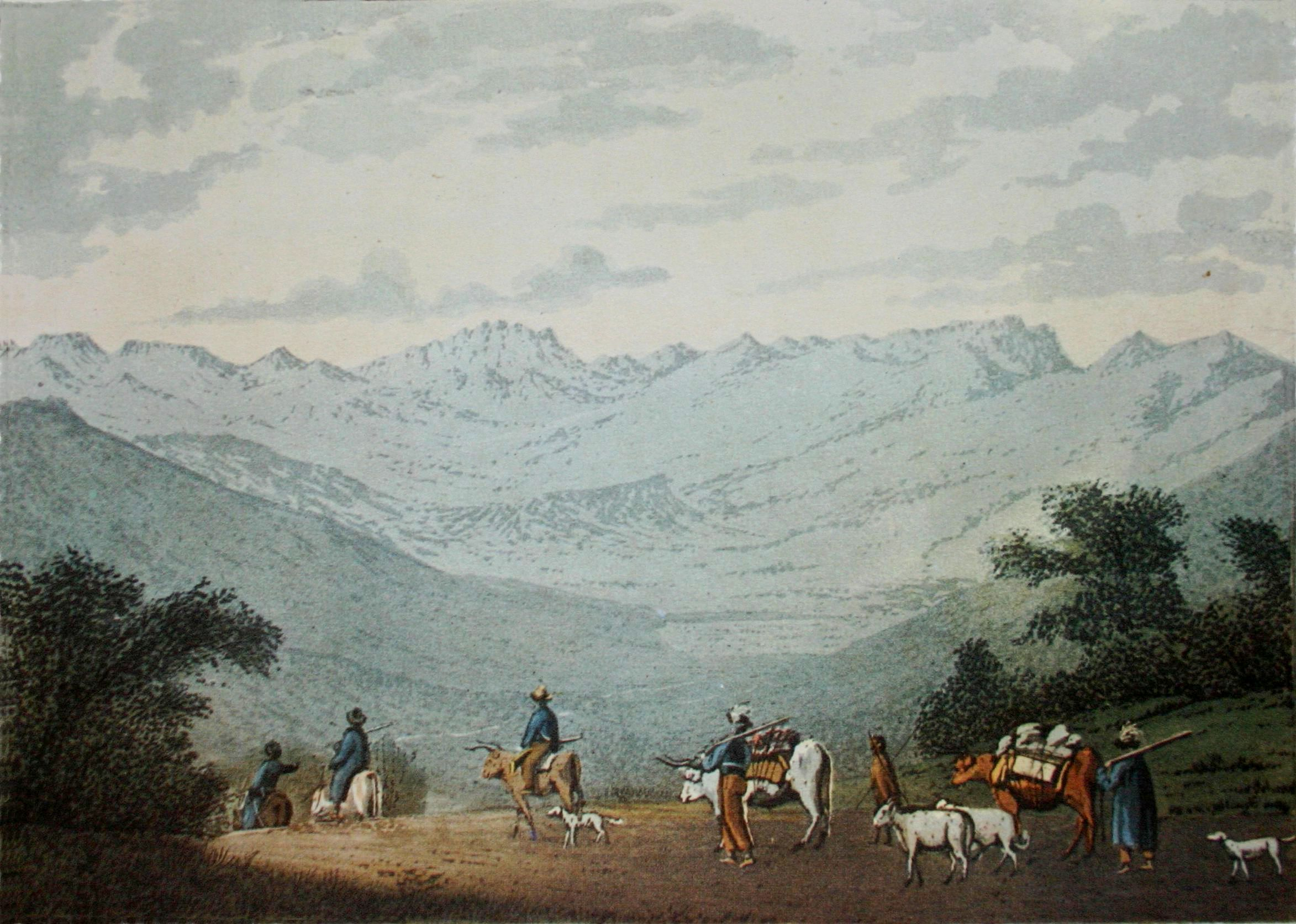
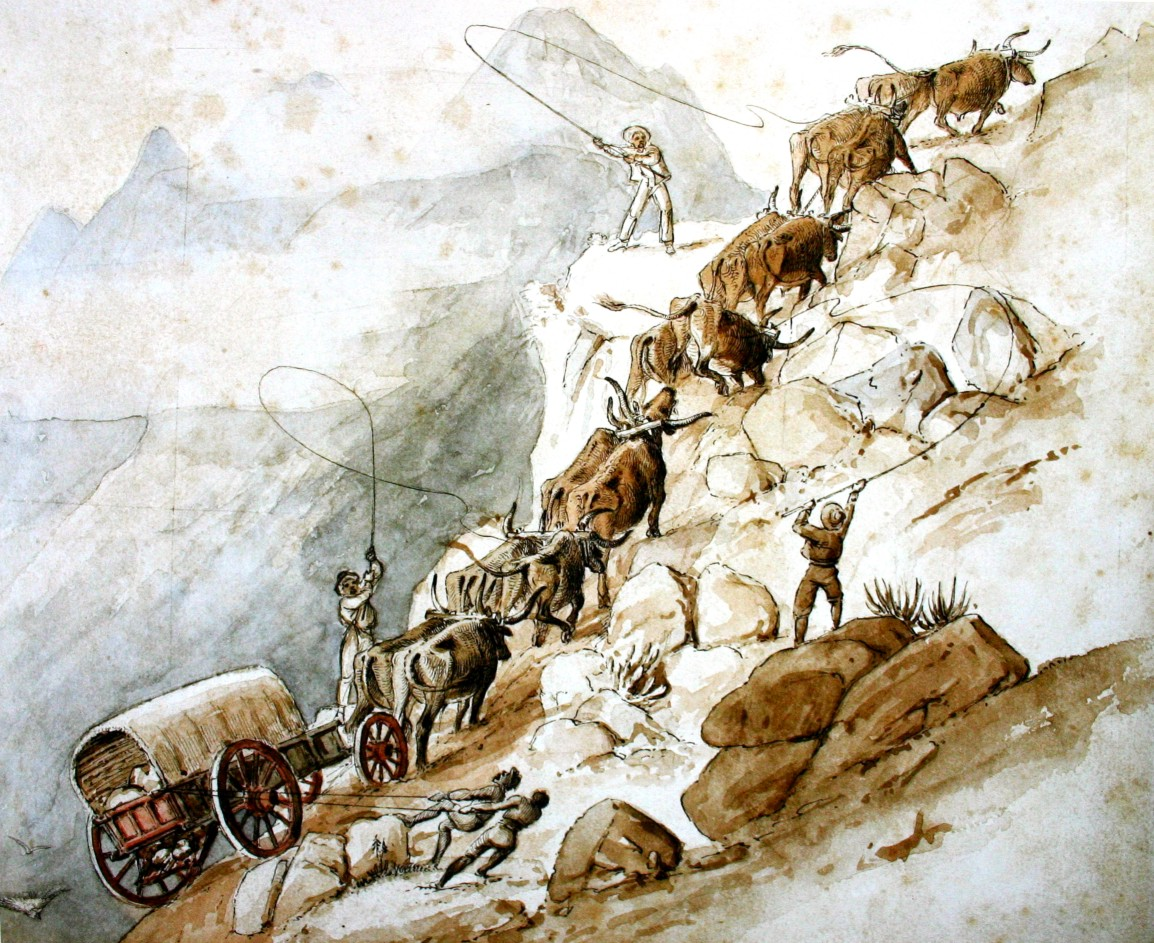